# Tony má plán
Tony má plán je česká černá filmová komedie režisérky Barbory Kočičkové z roku 2025.

## Příběh
Tony (Lukáš Duy Anh Tran) je pochybný kšeftař, který hledá cesty, jak přijít k pořádným penězům. Z průšvihů jej většinou tahá obchodní partner zvaný Kefír (Robert Mikluš). Přestože se mu většina plánů hroutí, nevzdává se.

## Obsazení
V hlavních rolích filmu vystupují Lukáš Tran, Robert Mikluš, Filip Kaňkovský a Erika Stárková.

## Uvedení
Premiéra filmu, podpořeného Státním fondem kinematografie, je naplánována na 21. února 2025. Film uvádí do kin distribuční společnost Falcon.